# Lusso

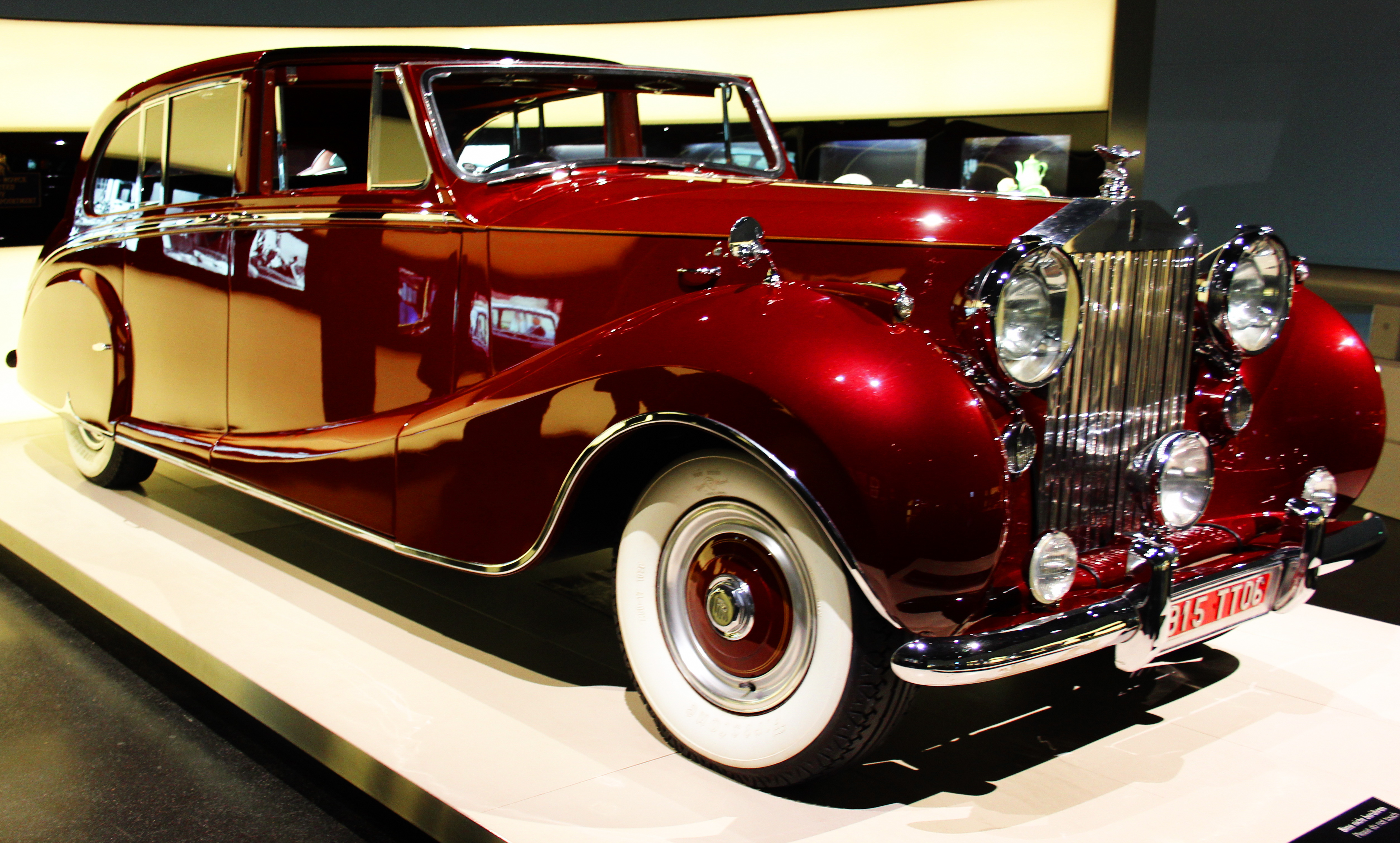
Una Rolls-Royce Phantom IV, auto di lusso degli anni 1950

Il lusso è l'abitudine a consumi di elevata gamma qualitativa e costo. È uno stile di vita e di comportamento che privilegia l'acquisto e/o il consumo di prodotti e oggetti, spesso superflui, destinati ad esempio ad ornare il proprio corpo o la propria abitazione.

## Il lusso nella storia
La consapevolezza del concetto di lusso risale almeno a Platone.
Spesso nell'antichità, ma anche in tempi più recenti, si è cercato di limitare e regolamentare il lusso eccessivo con leggi (dette leggi suntuarie) e tassazioni.
Le più note sono le leggi:
- dell'antica Grecia (Atene e Sparta)
- nell'antica Roma
- nel Medioevo
- durante la Rivoluzione francese
- durante il Rinascimento

## Motivazioni e pulsioni
La possibilità di accedere al lusso da parte di pochi costituisce la maggiore attrattiva per l'accesso a tali consumi, a tale stile di vita: oggetti e stili di vita che diventano così uno status symbol della posizione sociale (elevata) raggiunta.

## Definizione ed etimologia
Il termine "lusso" deriva dal verbo latino luxor, che significa estendere o sforzare eccessivamente. Da qui, si svilupparono il sostantivo luxuria e il verbo luxurio, "che indicano crescita smisurata, gonfiore,... in persone e animali, comportamento volontario o indisciplinato, disprezzo per i limiti morali e licenziosità", e il termine ha avuto connotazioni negative per gran parte della sua lunga storia. Una definizione nell'OED è "cosa desiderabile ma non necessaria". Un bene di lusso può essere identificato confrontando la domanda del bene in un dato momento con la domanda dello stesso in un momento diverso, a un diverso livello di reddito. Quando il reddito personale aumenta, la domanda di beni di lusso aumenta più del reddito stesso.
Al contrario, quando il reddito personale diminuisce, la domanda di beni di lusso diminuisce ancora più del reddito stesso. Ad esempio, se il reddito aumenta dell'1% e la domanda di un prodotto aumenta del 2%, allora il prodotto è un bene di lusso. Ciò contrasta con i beni di prima necessità, per i quali la domanda rimane la stessa o diminuisce solo leggermente al diminuire del reddito.

### Ambito di applicazione del termine
Con la crescente accessibilità ai beni di lusso, sono state create nuove categorie di prodotti all'interno del mercato del lusso, chiamate "lusso accessibile" o "lusso di massa". Queste sono pensate specificamente per la classe media, a volte chiamata "classe aspirante" in questo contesto. Poiché il lusso si è diffuso tra le masse, definire il termine è diventato più difficile.
Sebbene il lusso si riferisca spesso a determinate tipologie di prodotti, non si limita ai beni fisici; anche i servizi possono essere considerati lusso. Allo stesso modo, dal punto di vista del consumatore, il lusso è un'esperienza definita come "evasione edonica".

### Confusione con i beni normali
"Bene superiore" è l'opposto graduabile di "bene inferiore". Se la quantità domandata di un bene aumenta con il reddito, ma non abbastanza da aumentare la quota di budget destinata a esso, allora si tratta solo di un bene normale e non di un bene superiore. Il consumo di tutti i beni normali aumenta all'aumentare del reddito. Ad esempio, se il reddito aumenta del 50%, il consumo aumenterà (forse solo dell'1%, forse del 40%, forse del 70%). Un bene superiore è un bene normale per il quale l'aumento proporzionale del consumo supera l'aumento proporzionale del reddito. Quindi, se il reddito aumenta del 50%, il consumo di un bene superiore aumenterà di oltre il 50% (forse del 51%, forse del 70%).
Nella terminologia economica, tutti i beni con un'elasticità della domanda rispetto al reddito maggiore di zero sono "normali", ma solo il sottoinsieme con elasticità della domanda rispetto al reddito > 1 è "superiore".

### Storia dell'arte

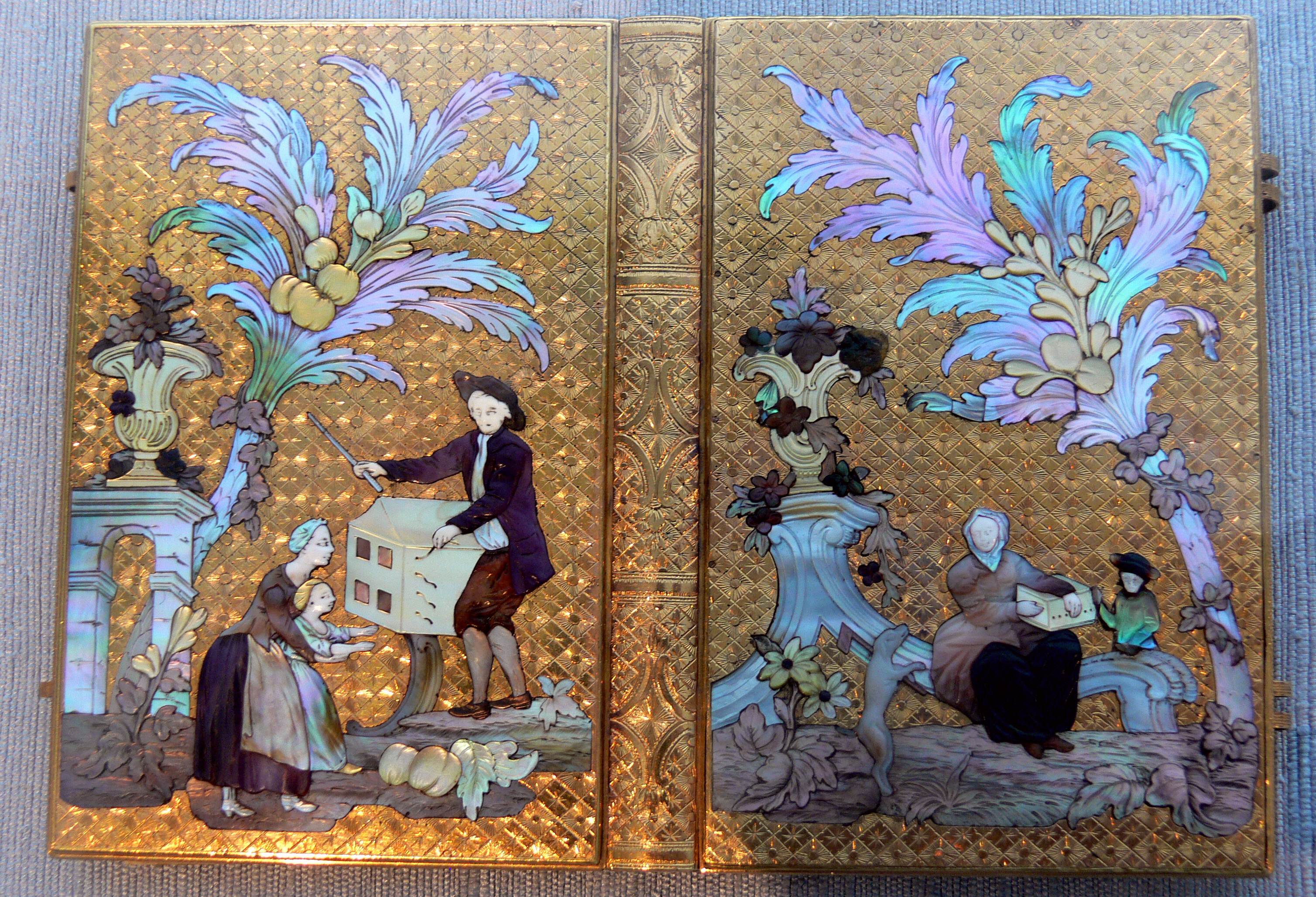
Legatura di lusso o "a tesoro" in stile rococò secolare per un libro, realizzata con tecniche derivate dalla realizzazione di scatole, fatta in oro, madreperla e pietra dura. Berlino, 1750-1760. A quell'epoca, legature così sontuose erano inusuali.

Sebbene spesso rasenti l'insignificanza nel marketing moderno, "lusso" rimane un termine tecnico legittimo e attuale nella storia dell'arte per oggetti particolarmente decorati secondo standard molto elevati e che utilizzano materiali costosi. Il termine è usato soprattutto per i manoscritti medievali per distinguere tra libri di lavoro pratici per uso normale e manoscritti completamente miniati, che erano spesso rilegati in materiale prezioso con decorazioni in metallo e gioielli. Questi sono spesso molto più grandi, con meno testo su ogni pagina e molte illustrazioni, e se i testi liturgici erano originariamente conservati di solito sull'altare o in sacrestia, piuttosto che in qualsiasi biblioteca che la chiesa o il monastero che li possedeva potesse avere. I manoscritti di lusso secolari erano commissionati dai più ricchi e differivano allo stesso modo dai libri più economici.
"Lusso" e "arti di lusso" possono essere utilizzati per altre arti applicate in cui venivano realizzate sia versioni utilitaristiche che di lusso degli stessi tipi di oggetti. Ciò potrebbe includere la lavorazione dei metalli, la ceramica, il vetro, le armi e le armature e vari oggetti. È molto meno utilizzato per oggetti delle belle arti, senza alcuna funzione oltre a quella di essere un'opera d'arte: dipinti, disegni e sculture, anche se la disparità di costo tra un'opera costosa e una economica potrebbe essere stata altrettanto ampia.

## Mercato

### Caratteristiche
I beni di lusso presentano un'elevata elasticità della domanda rispetto al reddito: man mano che le persone diventano più ricche, acquisteranno proporzionalmente più beni di lusso. Ciò significa anche che, in caso di calo del reddito, la domanda diminuirà in modo più che proporzionale. L'elasticità della domanda rispetto al reddito non è costante rispetto al reddito stesso e può cambiare a seconda del livello di reddito. In altre parole, un bene di lusso può diventare un bene di prima necessità o addirittura un bene di qualità inferiore a seconda del livello di reddito.
Alcuni prodotti di lusso sono stati definiti esempi di beni Veblen, con un'elasticità della domanda rispetto al prezzo positiva: ad esempio, aumentare il prezzo di un profumo può aumentarne il valore percepito come bene di lusso a tal punto che le vendite possono aumentare, anziché diminuire. Tuttavia, i beni Veblen non sono sinonimo di beni di lusso.
Sebbene il termine tecnico "bene di lusso" sia indipendente dalla qualità del bene, esso è generalmente considerato come un bene che si colloca al vertice del mercato in termini di qualità e prezzo. Molti mercati hanno un segmento di lusso che include, ad esempio, versioni di lusso di automobili, yacht, vino, acqua in bottiglia, caffè, tè, alimenti, orologi, vestiti, gioielli, cosmetici e apparecchiature audio ad alta fedeltà. I beni di lusso possono essere servizi. Assumere domestici a tempo pieno o conviventi è un lusso che riflette disparità di reddito. Alcuni servizi finanziari, soprattutto in alcune società di intermediazione, possono essere considerati servizi di lusso per impostazione predefinita perché le persone con fasce di reddito più basse generalmente non li utilizzano.
I beni di lusso hanno spesso confezioni speciali per differenziare i prodotti dai concorrenti più tradizionali.

### Tendenze
In origine, i beni di lusso erano disponibili solo per i più ricchi e per il "mondo aristocratico della vecchia moneta" (una classe sociale di ricchi che sono riusciti a mantenere la propria ricchezza per diverse generazioni, in contrapposizione alla nuova classe aristocratica, la cui ricchezza è stata acquisita nell'arco della propria generazione) che offriva loro una storia di tradizione, qualità superiore e un'esperienza di acquisto viziata. I beni di lusso sono stati trasformati da un passaggio da prodotti su misura con pratiche di distribuzione esclusive da parte di aziende familiari e piccole imprese specializzate e attente alla qualità a una produzione di massa di beni di marca specializzati da parte di grandi aziende e venditori focalizzati sul profitto. La tendenza del lusso moderno è semplicemente un prodotto o servizio che viene commercializzato, confezionato e venduto da aziende globali che si concentrano "sulla crescita, sulla visibilità, sulla consapevolezza del marchio, sulla pubblicità e, soprattutto, sui profitti". Sempre più spesso, i loghi di lusso sono ora disponibili a tutti i consumatori a un prezzo premium in tutto il mondo, anche online.
Anche le aziende di consumo globali, come Procter & Gamble, sono attratte dal settore a causa della difficoltà di realizzare profitti nel mercato dei beni di consumo di massa. La base di clienti per vari beni di lusso continua ad essere culturalmente più diversificata e ciò presenta sfide più inedite e nuove opportunità per le aziende di questo settore.
Esistono diverse tendenze nel lusso:
- La democratizzazione del lusso: nota anche come masstige (da mass-prestige), è una strategia di marketing che mira a rendere prestigiosi i marchi mantenendone l'accessibilità economica[17].
- Globalizzazione: i consumatori di alcuni paesi stanno diventando più ricchi; di conseguenza, si stanno aprendo nuovi mercati per gli operatori del marketing del lusso[18]. Rapporti di agenzie di consulenza come McKinsey hanno previsto che l'Asia orientale sarebbe diventata il più grande mercato mondiale di beni di lusso personali e che la Cina consumerà metà del valore di mercato globale dei beni di lusso[19][20].
- Consolidamento: comporta la crescita di grandi aziende e la proprietà di marchi in molti segmenti dei prodotti di lusso. Esempi includono Kering, LVMH e Richemont, che dominano il mercato in settori che vanno dalle bevande di lusso alla moda e ai cosmetici[21].
- Collaborazioni con marchi di lusso. Questa strategia di marketing dimostra il potenziale di partnership inaspettate e opportunità di co-branding tra marchi di lusso e un partner non convenzionale apparentemente all'estremità opposta dello spettro del design[20]. Le collaborazioni includono abbinamenti di marchi di lusso come Fendi x Versace, ma anche abbinamenti con marchi di streetwear tra cui il marchio di skateboard Supreme x LVMH, con celebrità come Bad Bunny x Adidas, personaggi degli anime come Doraemon x Gucci e ora franchise di videogiochi come Fortnite x Balenciaga[22]. Le collaborazioni sono spesso collezioni in edizione limitata.

### Pubblicità
La spesa pubblicitaria per un marchio di lusso medio è pari al 5-15% del fatturato, o circa il 25% includendo altre comunicazioni come le pubbliche relazioni, gli eventi e le sponsorizzazioni.
I clienti ricchi tendono ad essere estremamente influenti. Una volta che un marchio ottiene un "endorsement" dai membri di un gruppo di clienti abbienti, allora può essere definito "di lusso". Un esempio di diverse linee di prodotto nello stesso marchio si trova nell'industria automobilistica, con auto "entry-level" commercializzate per i consumatori più giovani e meno abbienti e modelli più costosi per i consumatori più anziani e più abbienti.

## Economia

Curve di Engels che mostrano l'elasticità della domanda rispetto al reddito (YED) di beni normali (compresi beni di lusso (rosso) e beni di prima necessità (giallo)), perfettamente anelastici (verde) e beni inferiori (blu).

In economia, i beni superiori o beni di lusso costituiscono una quota maggiore dei consumi all'aumentare del reddito e, pertanto, sono un tipo di beni normali nella teoria del consumatore. Un tale bene deve possedere due caratteristiche economiche: deve essere scarso (ossia disponibile in quantità minore a quella desiderata dai consumatori) e avere un prezzo elevato. La scarsità del bene può essere naturale o artificiale; tuttavia, la popolazione generale (cioè i consumatori) deve riconoscere il bene come nettamente migliore. Il possesso di un tale bene di solito significa "superiorità" nelle risorse ed è solitamente accompagnato da prestigio.
Un bene Veblen è un bene superiore con un valore di prestigio così elevato che un calo del prezzo potrebbe ridurre la domanda. Il contributo di Veblen è dimostrato dall'importanza dell'effetto Veblen, che si riferisce al fenomeno per cui le persone acquistano beni costosi anche quando sono disponibili opzioni più convenienti che forniscono livelli simili di soddisfazione.
L'elasticità della domanda rispetto al reddito di un bene superiore è superiore a uno per definizione perché aumenta la quota di spesa all'aumentare del reddito. Un bene superiore può anche essere un bene di lusso che non viene acquistato al di sotto di un certo livello di reddito. Esempi includono salmone affumicato, caviale e la maggior parte degli altri alimenti considerati altamente desiderabili, sofisticati o particolarmente distintivi. D'altra parte, i beni superiori possono avere un'ampia distribuzione di qualità, come il vino e le vacanze. Tuttavia, sebbene il numero di tali beni consumati possa rimanere costante anche con l'aumento della ricchezza, il livello di spesa aumenterà per garantire un'esperienza migliore.
Una maggiore disuguaglianza di reddito porta ad un maggiore consumo di beni di lusso a causa dell’ansia di status (una condizione psicologica in cui una persona ha paura di essere giudicata negativamente in società).

## Marchi di lusso
L'idea di un marchio di lusso non è necessariamente un prodotto o un prezzo, ma una mentalità in cui i valori fondamentali espressi da un marchio sono direttamente collegati alla dedizione del produttore e all'allineamento delle percezioni di qualità con i valori e le aspirazioni dei suoi clienti. Pertanto, sono questi clienti target, non il prodotto, a creare un marchio di lusso. I marchi considerati di lusso dichiarano di essere al top della loro categoria o considerati i migliori nel loro campo. Inoltre, questi marchi devono offrire - in qualche modo significativo - prestazioni comprovatamente migliori.
Ciò che i consumatori percepiscono come marchi e prodotti di lusso cambia nel corso degli anni, ma sembrano esserci tre fattori principali: (1) un prezzo elevato, soprattutto se confrontato con altri marchi nel suo segmento; (2) un'offerta limitata, in quanto un marchio potrebbe non dover essere costoso, ma presumibilmente non dovrebbe essere facilmente ottenibile e contribuire alla sensazione dei clienti di avere qualcosa di speciale; e (3) l'approvazione da parte delle celebrità, che può rendere un marchio o determinati prodotti più attraenti per i consumatori e quindi più "lussuosi" nella loro mente. Due elementi aggiuntivi dei marchi di lusso includono imballaggi speciali e personalizzazione. Questi elementi differenzianti allontanano i marchi dal mercato di massa e quindi forniscono loro un'aura e un'esperienza utente uniche, nonché una "sensazione di lusso" speciale e memorabile per i clienti.
Il concetto di marchio di lusso è ormai così popolare che viene utilizzato in quasi tutti i settori della vendita al dettaglio, della produzione e dei servizi. Nuovi concetti di marketing come "lusso di massa" o "iper lusso" confondono ulteriormente la definizione di cosa sia un prodotto di lusso, un marchio di lusso o un'azienda di lusso. I marchi di lusso hanno esteso la loro portata ai giovani consumatori attraverso collaborazioni non convenzionali tra marchi di lusso in cui collaborano con marchi non di lusso apparentemente allo spettro opposto di design, immagine e valore. Ad esempio, le case di moda di lusso collaborano con marchi di streetwear e videogiochi.

## Boutique di lusso
La vendita di beni di lusso richiede un elevato livello di servizio al cliente, un tocco umano e la coerenza del marchio. Dall'inizio degli anni 2010, molti marchi di lusso hanno investito in boutique di proprietà anziché rivolgersi a grossisti come i grandi magazzini. Tre dei più grandi conglomerati del lusso al mondo – LVMH, Kering e Richemont – hanno aumentato significativamente la quota di vendite annuali acquisite dai loro negozi a gestione diretta e dall'e-commerce dal 2008 circa in poi.
I marchi di lusso utilizzano diverse tipologie di boutique per personalizzare le esperienze dei diversi gruppi di clienti.

### Boutique flagship
Le boutique flagship sono grandi boutique a più piani situate nelle principali città, che propongono un'ampia gamma di collezioni e sono gestite da un nutrito team di addetti alle vendite. Offrono anche servizi aggiuntivi, come la pulizia dei gioielli, la stampa a caldo e l'assistenza in loco.
Molti marchi di lusso utilizzano le boutique flagship per illustrare la loro visione o tradizione unica, spesso attraverso un’architettura distintiva che le trasforma da vetrine ad attrazioni turistiche.

### Boutique secondarie
Le grandi città spesso ospitano boutique secondarie oltre alla boutique principale. La presenza di più boutique consente ai marchi di lusso di soddisfare diverse tipologie di clienti, che possono variare anche all'interno di piccole aree geografiche. Le boutique secondarie spesso offrono prodotti diversi rispetto alle boutique principali e stabiliscono diversi tipi di relazioni con i clienti.
Le boutique di lusso nelle città più piccole sono spesso anche boutique secondarie. La crescente popolarità delle città secondarie e terziarie in tutto il mondo ha spinto i marchi di lusso ad aprire boutique secondarie in città più piccole rispetto a quelle che possono supportare una boutique principale.

### Boutique stagionali
I marchi di lusso utilizzano boutique stagionali per seguire la loro clientela benestante mentre lasciano le grandi città per località turistiche più piccole durante l'estate e l'inverno. Comuni in tutta Europa, le boutique stagionali hanno contratti di locazione a breve termine, come un pop-up store, che sono aperti solo durante l'alta stagione del resort. Queste boutique offrono merce pertinente al resort in cui si trovano, come una collezione da crociera (una linea di abbigliamento prêt-à-porter inter-stagionale o pre-stagionale) in un resort sulla spiaggia o abbigliamento da sci in un resort di montagna.

## Principali manifestazioni del fenomeno
Negli aspetti pratici il lusso viene manifestato con lo sfoggio di:
- oro e gioielli,
- abiti costosi per stoffe e fattura,
- vini e cibi rari,
- automobili e altri mezzi di trasporto veloci e costosi,
- abitazioni lussuose in luoghi privilegiati,
- arredi,
- quadri e opere d'arte,
- frequentazione di ambienti o località esclusive.[47]

## Galleria d'immagini

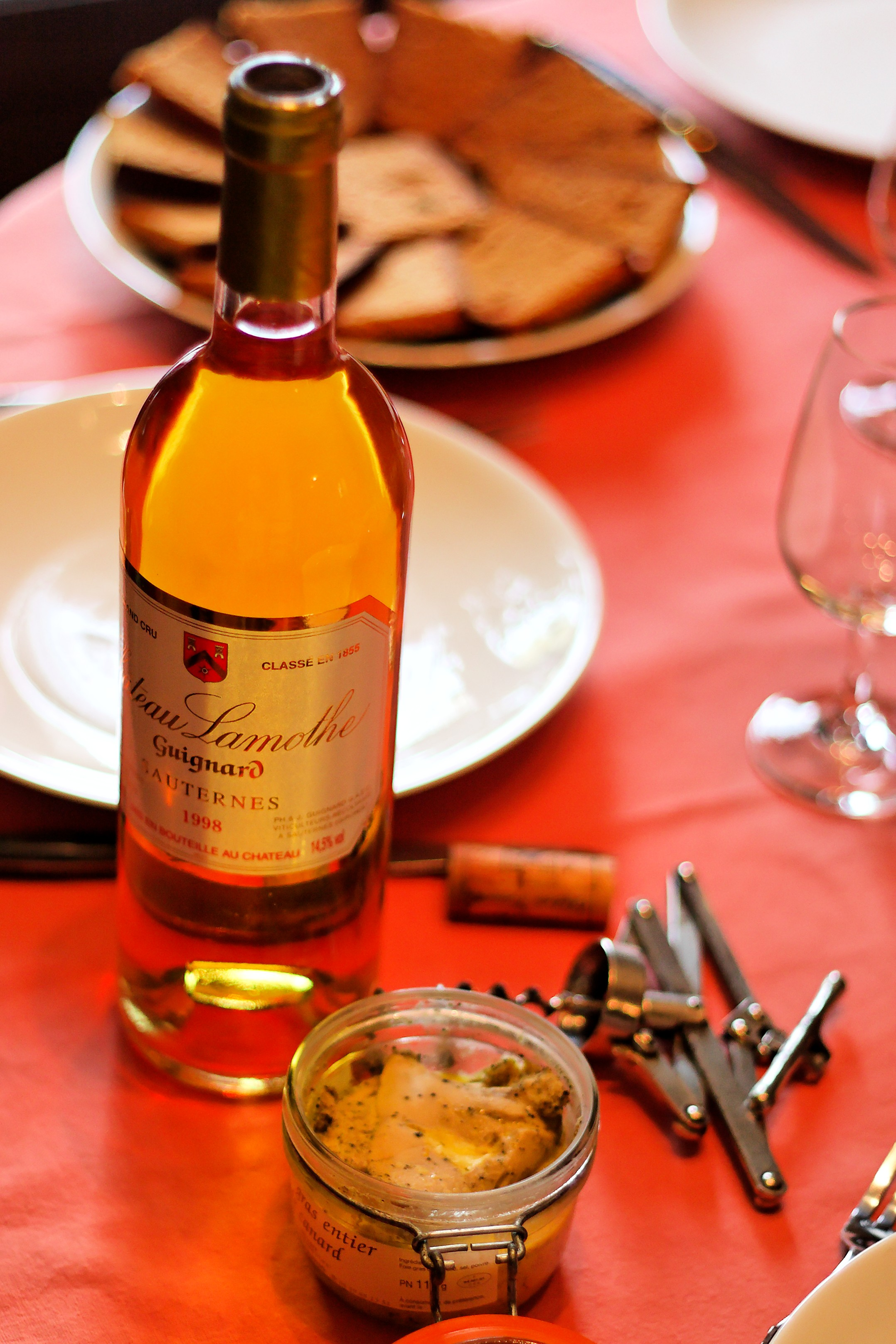
Vino e foie gras
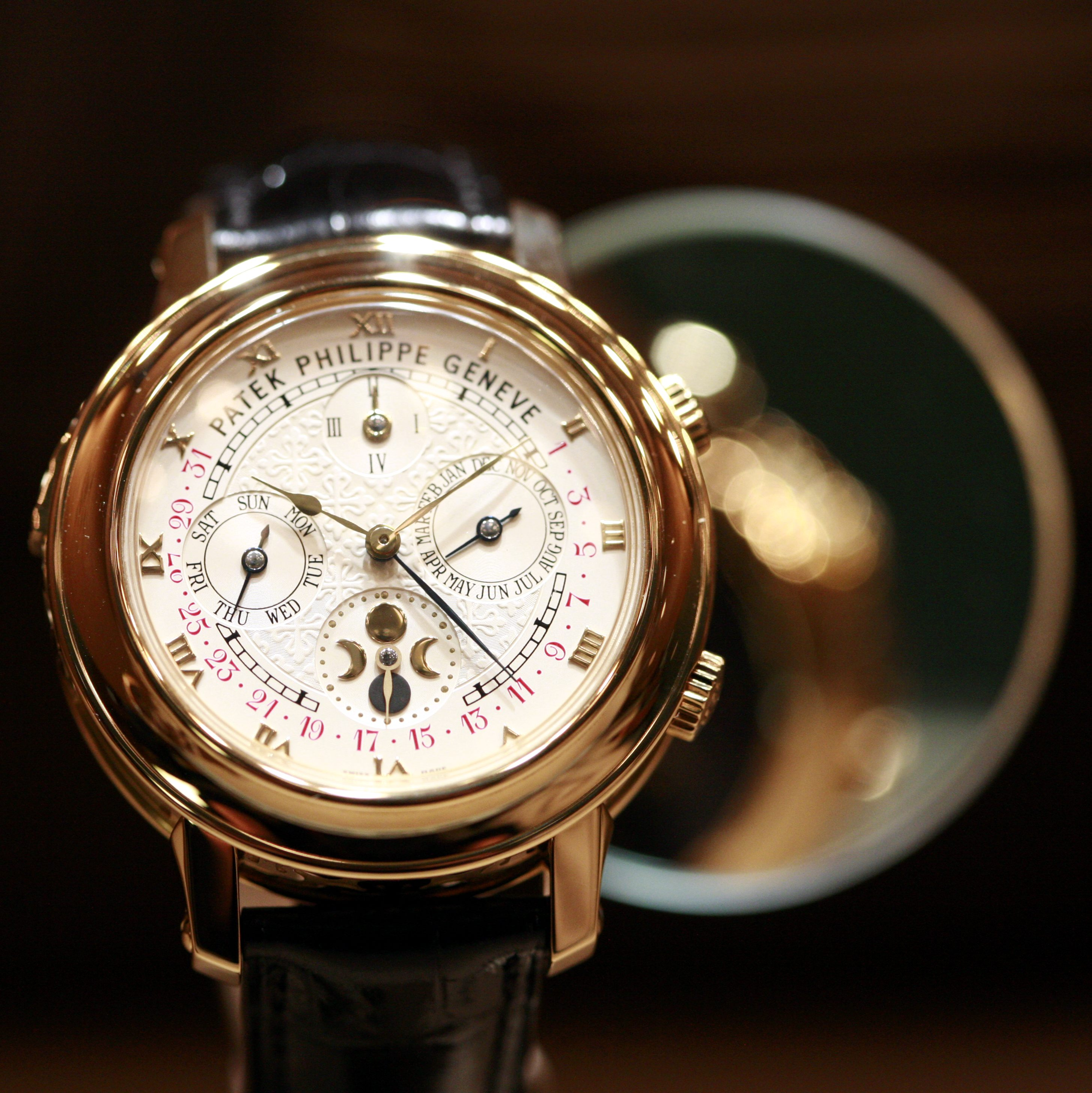
L'invenzione degli orologi al quarzo a prezzi accessibili ha fatto sì che gli orologi meccanici diventassero principalmente beni di lusso.
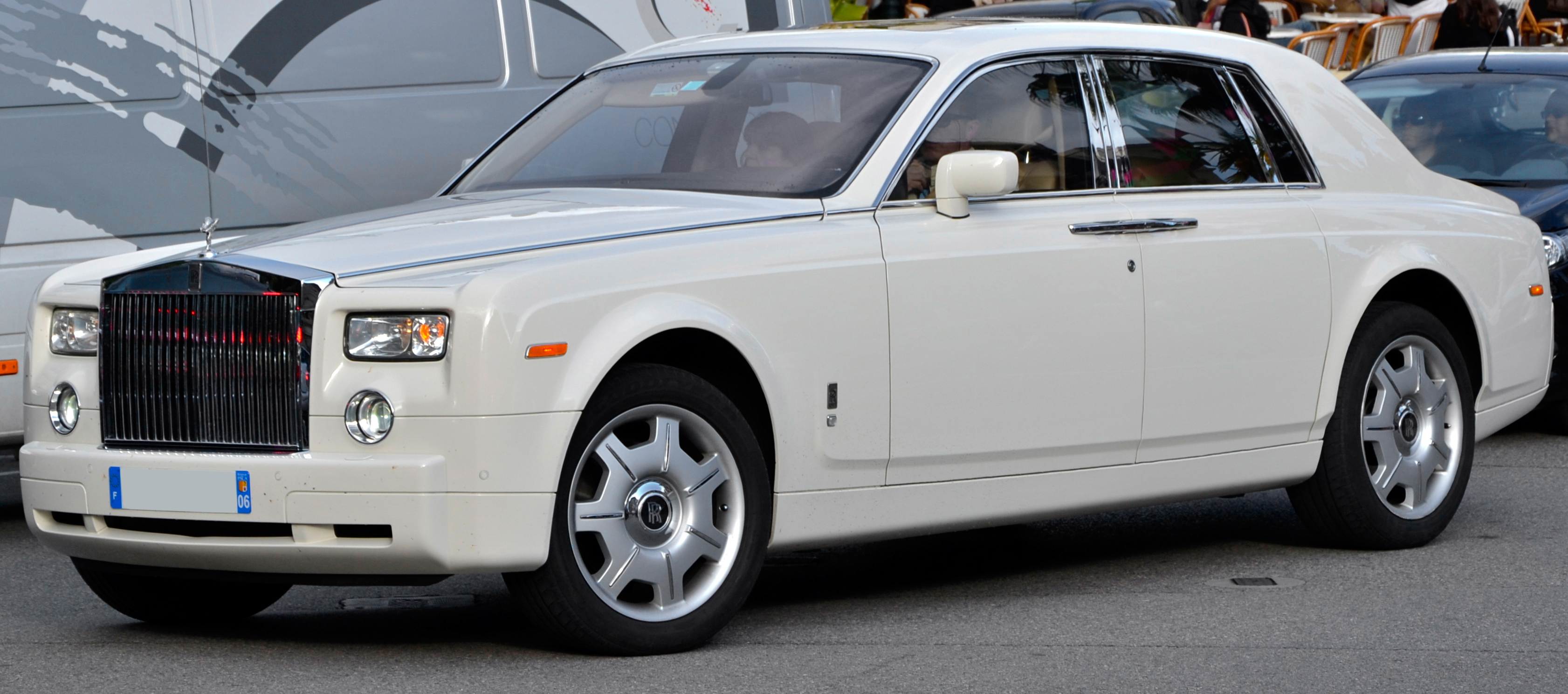
Auto di lusso
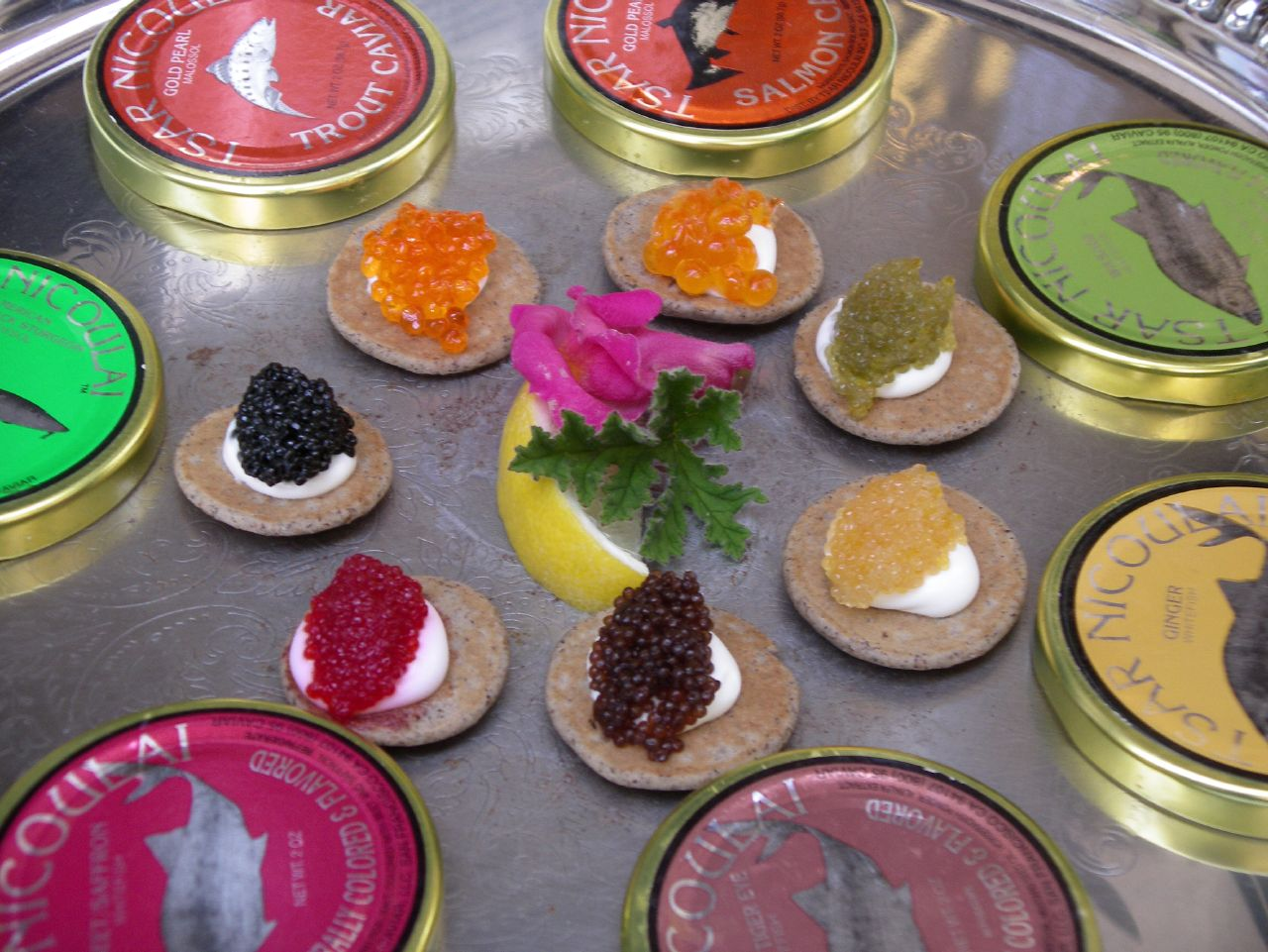
Sette diversi tipi di caviale
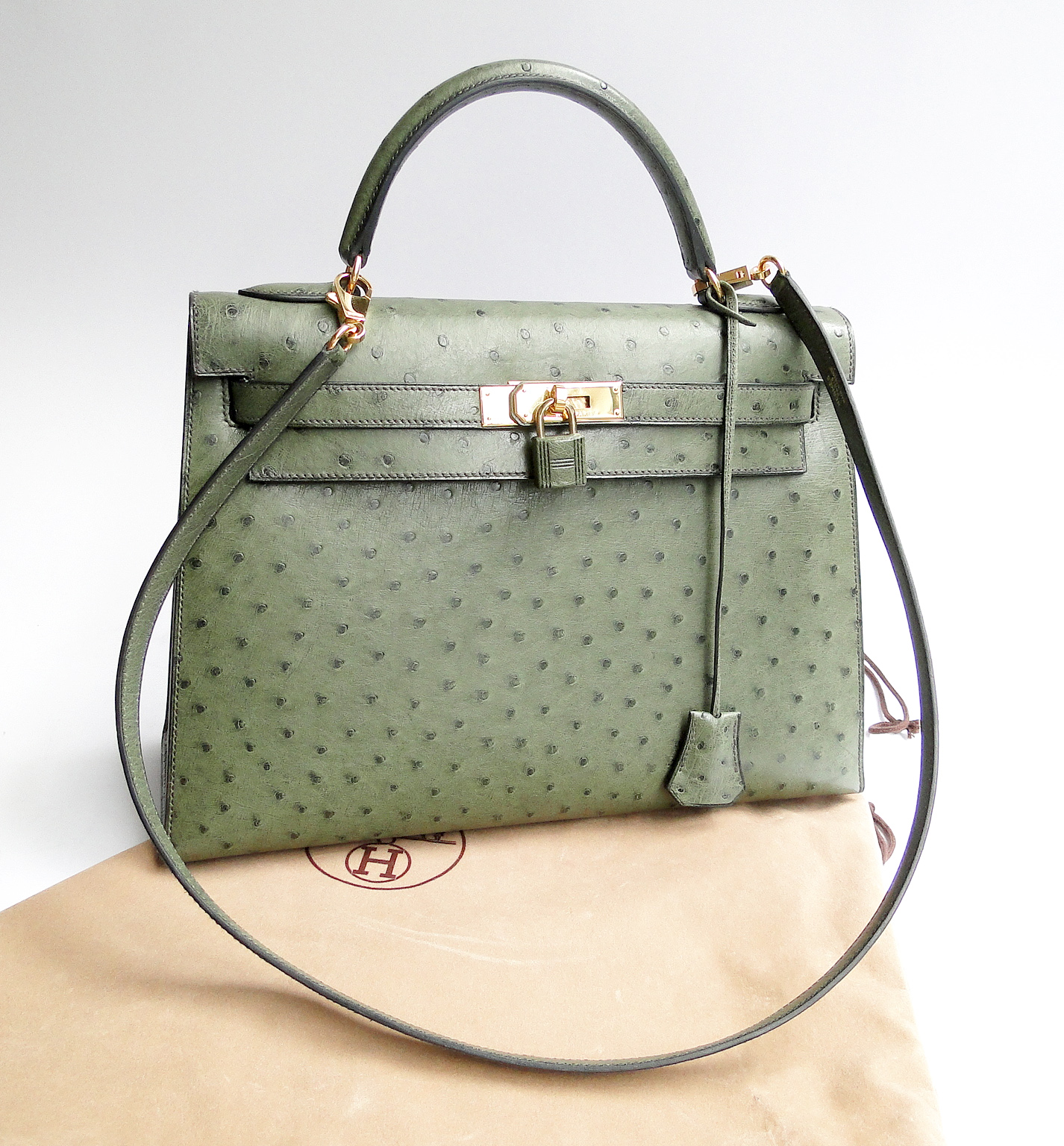
Una borsa di lusso. Mentre molte borse sono valutate in base alla loro capacità di trasportare oggetti, le borse firmate sono valutate in base alla moda.
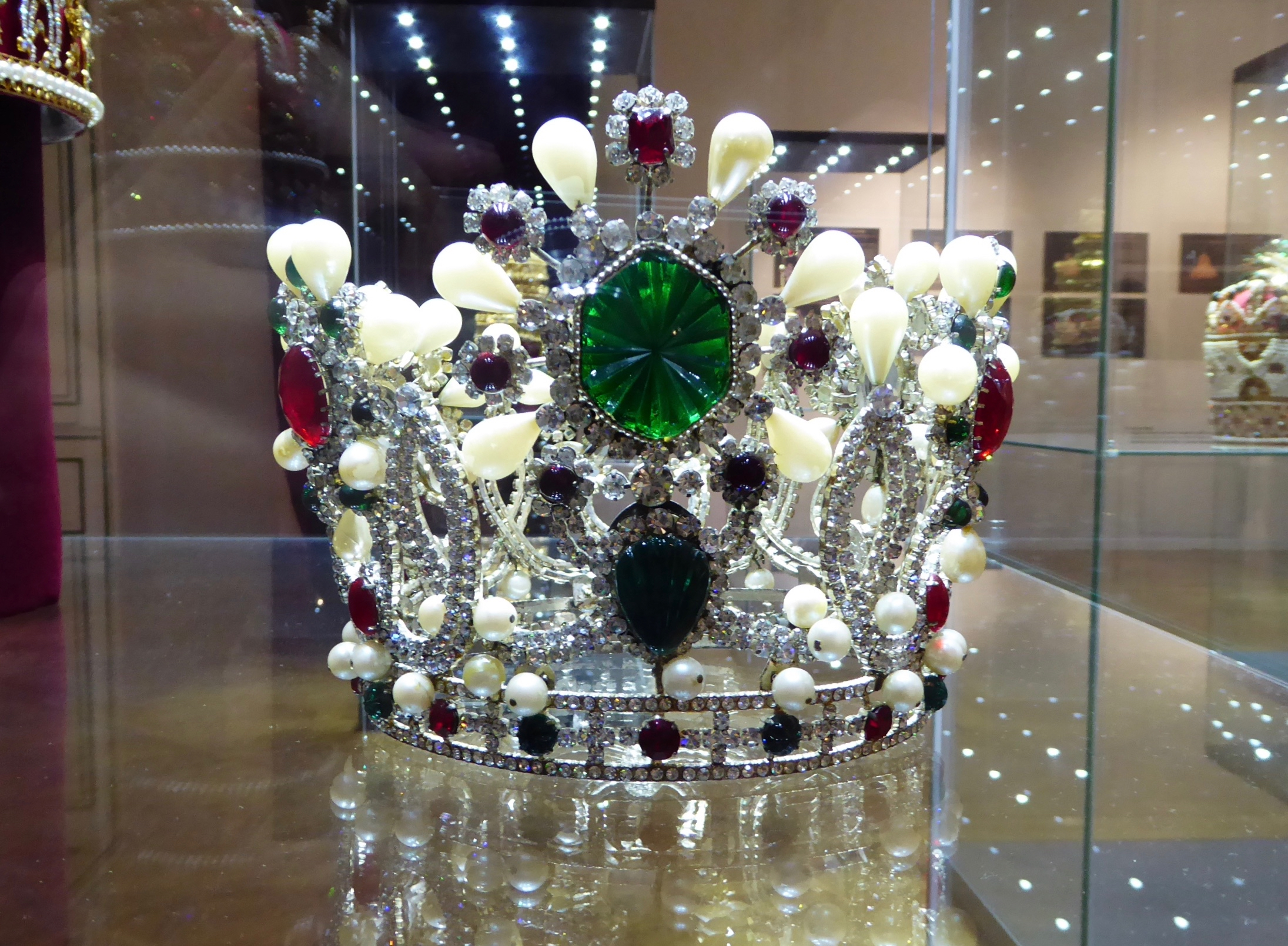
Corona dell'imperatrice Farah Diba
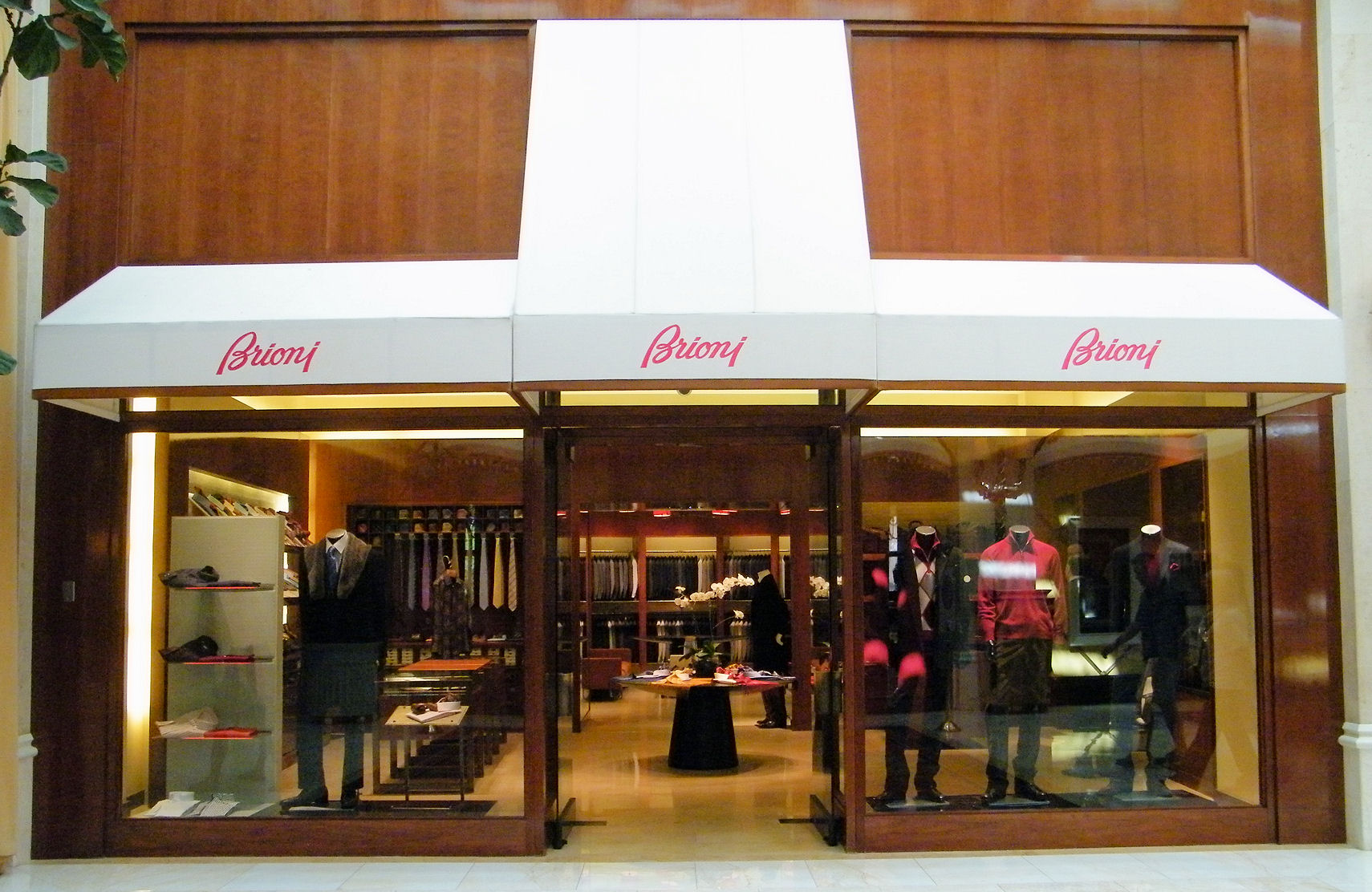
Negozio di lusso